# Villa De Capoa
La villa De Capoa, nata come orto officinale, è un giardino di origine settecentesca che si trova a Campobasso in Piazza Falcone e Borsellino (ex p.zza Savoia). L'ultima proprietaria, la contessa Marianna de Capoa, la donò nel 1875 al Comune di Campobasso.

## Storia
Uno dei luoghi simbolo della città, fu progettata durante il 1806, durante la ricostruzione della città nuova dopo il terremoto dell'anno precedente, durante il governo di Gioacchino Murat. La villa originale, risalente al '700 e facente parte dell'ex monastero di Santa Maria delle Grazie, fu edificata da Andrea De Capoa. Inizialmente i monaci la usavano come parco di coltivazione delle erbe, e per al preparazione dei medicinali; successivamente fu acquistata da privati, e risistemata come zona di passeggio. Nel 1875 la villa e il parco furono donati alla città di Campobasso da Marianna De Capoa, diventando il luogo principale d'incontro dei cittadini per passeggiate.

## Il parco
L'ingresso principale è caratterizzato da un pregiato cancello in ferro battuto di buona fattura, e si affaccia su Piazza Falcone e Borsellino (ex piazza Savoia), in pieno centro città. Di circa 16.000 metri quadrati la villa ha, sul viale principale, una statua di Bacco con grappoli d'uva. Al suo interno sono presenti una grotta in tufo, una vasca con zampillo d'acqua, uno spiazzo con balconata in pietra e due tombe di stile quattrocentesco. In una venne seppellito il cane Alcon, nell'altra il soldato Ricciardi Rota, morto nel 1492.